# Vele Polje
Vele Polje (cyr. Веле Поље) – wieś w Serbii, w okręgu niszawskim, w mieście Nisz. W 2011 roku liczyła 454 mieszkańców.